# Joseph Buttigieg
Joseph Anthony Buttigieg II (20 de maig de 1947 – 27 de gener de 2019) fou un estudiós de literatura i traductor estatunidenc d'origen maltès. Va ser professor William R. Kenan Jr. d'anglès a la Universitat de Notre Dame fins que es jubilà el 2017, quan se'l va nomenar professor emèrit. Buttigieg va traduir i editar amb altres persones una edició en tres volums en anglès de d'Antonio Gramsci.
Buttigieg nasqué a Ħamrun, Malta, i era el fill més gran de vuit de Maria Concetta (de soltera Portelli) i Joseph Anthony Buttigieg. Va rebre la seva educació a Hamrun, i va obtenir el títol de grau i màster a la Universitat de Malta. Va rebre un segon títol de postgrau, un B.Phil., del Heythrop College de la Universitat de Londres i un Ph.D. en anglès (1976, amb una dissertació en l'estètica de Retrat d'un artista adolescent de James Joyce) de la Universitat de Binghamton. Va ser naturalitzat com a ciutadà estatunidenc el 1979.
Buttigieg va ensenyar a la Universitat Estatal de Nou Mèxic a Las Cruces a partir del 1976 i allà va conèixer Jennifer Anne Montgomery, que també era una professora nova. El 1980, es van casar i ell es va unir al professorat de Notre Dame. El seu fill Pete Buttigieg és l'alcalde de South Bend (Indiana) i candidat presidencial a les eleccions de 2020.
Buttigieg es va especialitzar en literatura i teoria de la literatura moderna europea. Fou traductor i editor dels tres volums de l'edició anglesa de Lettere del carcere d'Antonio Gramsci, publicats del 1992 al 2007 amb el suport de National Endowment for the Humanities. Va ser membre fundador de la Societat Internacional Gramsci i en va ser president. També va ser president del departament d'anglès de Notre Dame i va ser ascendit a professor William R. Kenan Jr. d'anglès. Va rebre l'estatus d'emèrit després de jubilar-se el 2017. Va morir el 27 de gener de 2019.